# Wang Gongquan
Wang Gongquan (* 22. Oktober 1961) (chinesisch: 王功权; Pinyin: Wáng Gōngquán) ist ein chinesischer Milliardär und liberaler Aktivist. Er leitet und unterstützt finanziell die Neue Bürgerbewegung. Am 20. September 2013 wurde er wegen Störung der öffentlichen Ordnung verhaftet.

## Biografie
Wang Gongquan wurde im Dorf Wanlong, Stadtbereich Xianghui in Gonghuiling der Provinz Jilin geboren. 1984 absolvierte er die Technische Universität in Jilin und erhielt anschließend eine Anstellung bei der Regierung. 1988 machte sich Wang in Hainan im Immobilienbereich und bei Beteiligungsinvestitionen selbstständig.
Später verschob sich sein Fokus vom Geschäftsleben auf zivilgesellschaftliche Aktivitäten und er spielte eine bedeutende Rolle in der Neuen Bürgerbewegung. Infolgedessen wurde er am 13. September 2013 wegen „Störung der öffentlichen Ordnung“ festgenommen und am 20. Oktober 2013 formell verurteilt. Seine Verhaftung erregte sowohl national als auch international großes Aufsehen.
2013 wurde Wang von der Publikation Foreigen Policy in der Top-100-Liste der globalen Denker von 2013 geführt.

## Geschäftsaktivitäten
1991 war Wang Mitbegründer der Vantone Industry Group, einer Firma für Immobilienentwicklung. Diese betreute er unter anderem als Vorsitzender, stellvertretender Vorstandsvorsitzender und als Ehrenvorsitzender von 1991 bis 1995.
Wang war von 1999 bis 2005 Mitbegründer und Gesellschafter der IDG Technology Venture Investment, Inc. und gründete 2005 das Unternehmen CDH Venture Partners.
Darüber hinaus war Wang Direktor der CDG Holding Limited, Xueda Education Group, CDH Venture CPI Company Ltd. und CDH Venture GP II Company Ltd. Zuvor war er Direktor der China EDU Corporation, China Civillink, China Finance Online Co., Ltd. und 3721.com.

## Zivilrechtsaktivitäten
2005 wurde Wang Gongquan Teil der Ermittlungen in der Gongmeng (Offene Verfassungsinitiative).
2008 initiierte er die „gleiche Rechte für Bildung“-Kampagne, deren Ziel es war, die Hukou-Beschränkungen im Gao Kao für Studenten aus Migrantenfamilien aufzuheben.
Das Ministerium für Bildung revidierte im August 2012 unter hohem öffentlichem Druck diese Regelung. Anschließend entfernten beziehungsweise versprachen alle Städte und Provinzen (außer Peking und Shanghai) diese Begrenzung aufzuheben.
2009 finanzierte Wang das „Civil Society Review“-Magazin, das später von den Behörden verboten wurde.
Im Juni 2010 initiierten Wang, Xu Zhiyong, Teng Biao, Li Xiongbing, Li Fangping, Xu Youyu und Zhang Shihe (Laohumiao) das „Bürgerversprechen“, um damit das Bewusstsein chinesischer Bürger für Menschenrechte zu wecken und zu verbessern. Dieses Ereignis gilt als Beginn der Neuen Bürgerbewegung, obwohl der Begriff schon vorher bestand.
2011 verbrachte Wang ein Jahr als Gastwissenschaftler an der Columbia-Universität mit der Forschung über Zivilgesellschaften und demokratische Übergänge.
Am 11. September 2012 wurden in China alle Microblog-Accounts von Wang gelöscht. Zur Zeit der Löschung hatte er 1,56 Millionen Follower bei dem chinesischen Mikroblogging-Dienst Sina Weibo.
Am 16. Juli 2013 wurde Xu Zhiyong wegen „Störung der öffentlichen Ordnung“ verhaftet. Wang Gonqguan, Mao, Yushi, Xiaoshu, He Sanwei und Yang Zili veröffentlichten daraufhin einen Offenen Brief, um die Freilassung von Dr. Xu und anderen verhafteten Bürgern zu fordern. Mehr als 3000 Bürger unterschrieben diese Forderung.
Am 13. September 2013 durchsuchte die Polizei Wangs Wohnung in Peking und führten ihn ab. Liu Suli Guo, Guo Yushan und Xiaoshu riefen durch eine öffentliche Mitteilung zur Freilassung von Wang auf. Fast 1000 Personen unterschrieben diesen Aufruf innerhalb von vier Tagen. Am 20. Oktober 2013 wurde Wang offiziell verhaftet.
Wang spendete 10 Millionen RMB (ca. 1,3 Mio. €) für die Erforschung und Sammlung klassischer chinesischer Poesie aus der ersten Hälfte des 20. Jahrhunderts. Wang schreibt auch selbst klassische Poesie.